# Вишня Шебастова
Вишня Шебастова (словац. Vyšná Šebastová) — село в Словаччині, Пряшівському
окрузі Пряшівського краю.

## Географія
Розташоване в північній частині Кошицької улоговини в долині річки Шебастовка.
Вперше згадується у 1272 році.
В селі є римо-католицький костел св. Катерини Александрійської з 1625 року в стилі ренесансу, перебудований в кінці 18 століття.

## Населення
| Рік:            | 1994. | 2004.   | 2014.    | 2024.    |
| --------------- | ----- | ------- | -------- | -------- |
| Кількість осіб: | 944   | 1022    | 1191     | 1349     |
| Різниця:        |       | +8,26 % | +16,53 % | +13,26 % |

| Рік:            | 2023. | 2024.   |
| --------------- | ----- | ------- |
| Кількість осіб: | 1351  | 1349    |
| Різниця:        |       | -0,14 % |

В селі проживає 1 191 особа.